# Ханако-сан
Ханако-сан або Туалетна Ханако (яп. トイレの花子さん) — японська міська легенда про примару дівчинки, яка з'явиться, якщо в туалеті прокричати її ім'я. Серед японської молоді існує безліч повір'їв, пов'язаних із Ханако, які різняться з того, що їй треба сказати і якою буде її реакція. Наприклад, їй приписують огидний голос або навіть спроби заподіяти шкоду живим у деяких випадках.

## Чутки та версії походження Ханако
Вперше чутки про Ханако почали циркулювати у країні близько 1950-х років. Дехто навіть стверджував, що вони змогли записати голос Ханако під час показу телевізійних програм. Поступово в 1980-1990-х роках Ханако стає все популярнішою, і її починають зображати в аніме та фільмах, виготовляти іграшки. У тому числі про неї зняли два фільми та два аніме.
Згодом японські журналісти виділили три провідні версії про походження Ханако із легенд, що ходили серед народу:
1. Ханако приїхала на шкільні канікули та була вбита, її тіло зберігається десь у туалеті. Всі оповідачі говорили про те, що місце подій знаходиться у них у місті чи школі[3] ;
2. Ханако — дух дівчинки, яка зазнала насильства з боку батька. У неї коротка стрижка та шрами на обличчі[4] ;
3. Ханако є примарою дівчинки, яка розбилася, випавши з вікна бібліотеки у префектурі Фукушіма[4].

Також було записано повір'я, що Ханако закопана у спортзалі однієї зі шкіл префектури Сайтама, або живе на дереві хурми після того, як загинула в автокатастрофі. В цілому, попри безліч теорій щодо того, ким є Ханако і як вона померла, більшість теорій сходиться на тому, що вона похована в школі.

## У культурі та мистецтві

### Фільми
- Toire no Hanako-san[en][5][6].

### Аніме
- Hanako and the Terror of Allegory[en] — автор Сакае Есуно[en][7].
- Toilet-Bound Hanako-kun — автори: AidaIro[8][9].
- Kyoukai no Rinne — автор Руміко Такахаші[10].
- GeGeGe no Kitarou — автор Шіґеру Мідзукі[en][11].
- Yo-kai Watch — автор Норіюкі Коніші[12].